# Trumpler 16
Trumpler 16 (Tr 16) és un cúmul obert massiu que alberga alguns dels estels més lluminosos i massius de la Via Làctia .Està situat dins de la nebulosa de la Quilla, situat aproximadament a 9,270 anys llum de la Terra. El cúmul alberga una dels estels més massius i de major lluminositat de la galàxia, Eta Carinae.

## Descripció
Trumpler 16 alberga 2 dels estels més lluminosos coneguts, Eta Carinae i WR 25, ambdós estels són diversos milions de vegades més lluminosos que el Sol, aquests estels són binaris i es caracteritzen per tenir un company molt lluminós de gran grandària i un altre de menor grandària però més massiu i lluminós que la majoria dels estels del cúmul. També s'ha observat que hi ha almenys tres estels de tipus espectral O3, la magnitud bolomètrica estimada del cúmul està entre -5,25 i -12,25.

## Altres característiques
Trumpler 16 juntament amb Trumpler 14 són els cúmuls d'estels més prominents en Carina OB1, una associació estel·lar gegant. Es creu que un altre grup dins de Carina OB1, Collinder 228, és una extensió de Trumpler 16 que apareix separada visualment només a causa del filament de pols. Els tipus espectrals dels estels indiquen que Trumpler 16 es va formar per una sola ona de formació estel·lar. A causa de l'extrema lluminositat dels estels formats, els seus vents estel·lars allunyen els núvols de pols, similars a les Plèiades. En uns pocs milions d'anys, els estels més brillants habran explotat com a supernoves. Trumpler 16 inclou la majoria dels estels en la part oriental de l'associació Carina OB1 .